# Ángel Vázquez Villegas
Ángel Vázquez Villegas (* in La Experiencia, Jalisco; † 29. Juni 1998), auch bekannt unter dem Spitznamen „Chato“, war ein mexikanischer Fußballspieler auf der Position eines Stürmers.

## Laufbahn
Chato Vázquez begann seine fußballerische Laufbahn bei seinem Heimatverein Club Deportivo Imperio und startete seine Profikarriere beim benachbarten Club Deportivo Guadalajara. Für Chivas spielte er zunächst von 1948 bis 1953 und wechselte dann zum Stadtrivalen Atlas Guadalajara. Für die Saison 1955/56 kehrte er zu Chivas zurück und gehörte in der darauffolgenden Saison 1956/57 zum Kader des CD Guadalajara, der den ersten Meistertitel der Vereinsgeschichte gewann. Im selben Jahr folgte dann noch der Gewinn des Supercups.

## Erfolge
- Mexikanischer Meister: 1956/57
- Mexikanischer Supercup: 1957